# Val Fenga
Val Fenga (niem. Finbachtal) – południkowo przebiegająca dolina w Alpach Retyckich oddzielająca położony na zachodzie masyw Silvretty od położonego na wschodzie Samnaungruppe.
Długość doliny wynosi około 15 km.  Dolina kończy się w miejscowości Ischgl, na wysokości 1376 m n.p.m., gdzie łączy się z główną doliną Patznauntal.  Dnem doliny płynie potok Aua da Fenga (niem. Fimbach), uchodzący do rzeki Trisanna w dolinie Patznauntal.
W poprzek doliny przebiega granica państwowa.  Górny, południowy fragment doliny, stanowiący około 2/5 jej długości, należy do Szwajcarii, natomiast pozostała, dolna część doliny należy do Austrii.  W dolnej części doliny zbudowano liczne wyciągi narciarskie należące do wielkiego narciarskiego ośrodka Silvretta Skiarena.  W górnej części doliny znajduje się schronisko Heidelberger Hütte (2254 m), dostępne wąską drogą jezdną od strony austriackiej.